# (9756) Ezaki
(9756) Ezaki est un astéroïde de la ceinture principale.

## Description
(9756) Ezaki est un astéroïde de la ceinture principale. Il fut découvert le 12 février 1991 à Geisei par Tsutomu Seki. Il présente une orbite caractérisée par un demi-grand axe de 2,74 UA, une excentricité de 0,11 et une inclinaison de 4,5° par rapport à l'écliptique.

## Compléments